# Toshiyuki Kamioka
Toshiyuki Kamioka (上岡　敏之) Kamioka Toshiyuki; né le 20 septembre 1960 à Tokyo, est un chef d'orchestre et pianiste japonais, qui vit et travaille essentiellement en Allemagne depuis 1984.

## Carrière
De 1979 à 1983, Toshiyuki Kamioka étudie la direction d'orchestre, composition, le piano et le violon à l'Université des arts de Tokyo où il est lauréat du prix Ataka en 1982. Une bourse du Rotary International lui permet de poursuivre ses études à l'École supérieure de musique et de théâtre de Hambourg avec Klauspeter Seibel (de).
Après avoir occupe des fonctions à Kiel et au théâtre Aalto à Essen, Kamioka est nommé directeur musical général au Hessisches Staatstheater de Wiesbaden en 1996 où il exerce jusqu'en 2004. De 1998 à 2006, il est également directeur musical de la Nordwestdeutsche Philharmonie à Herford. En janvier 2000, il dirige la septième symphonie (Rautavaara)(Ange de lumière) d'Einojuhani Rautavaara à Detmold, Paderborn, Herford, Bad Salzuflen et Minden.
Depuis 2004, Kamioka est directeur musical de la ville de Wuppertal et professeur de direction d'orchestre à l'école supérieure de musique de la Sarre (de) à Sarrebruck. Depuis 2009, il est directeur musical général du Théâtre national de la Sarre.
Kamioka a dirigé en tant que chef invité l'Orchestre symphonique de la NHK, l'Orchestre symphonique de Bamberg et des orchestres de radios allemandes.
En 2010, il est lauréat du prix Von der Heydt (de) de la ville de Wuppertal en tant que dirigeant de l'Orchestre symphonique de Wuppertal.